# Consulat général de France à Kyoto
Le consulat général de France à Kyoto est une représentation consulaire de la République française au Japon. Il est situé à Kyoto, dans la préfecture de Kyoto, dans le même bâtiment que l'Institut français du Japon - Kansai.

## Les consuls de France à Kyoto
| De   | A    | Consul                    |
| ---- | ---- | ------------------------- |
| 2009 | 2013 | Philippe Janvier-Kamiyama |
| 2013 | 2016 | Charles-Henri Brosseau    |
| 2016 | 2019 | Jean-Matthieu Bonnel      |
| 2019 | 2023 | Jules Irrmann             |
| 2023 | auj. | Sandrine Mouchet          |